# Łybidśka
Łybidśka (ukr. Либідська) – jedna ze stacji kijowskiego metra na linii Obołonśko-Teremkiwśkiej. Została otwarta 30 grudnia 1984. 
Stacja zapewnia dostęp pasażerów do placu Łybidśkiego, pod którym się znajduje. Służyła jako południowy kraniec linii przez 26 lat do 2010 roku, gdy linia została przedłużona do stacji Wasylkiwśka. Pierwotnie nosiła nazwę "Dzerżynśka" (od Feliksa Dzierżyńskiego), po upadku Związku Radzieckiego na początku lat 90, stacja została przemianowana na "Łybidśka" od nazwy pobliskiej rzeki Łybid, w dniu 2 lutego 1993 roku.